# 야른크네 (10세기)
야른크네(고대 노르드어: Járnkné, 아일랜드어: Glúniairn 글루니아른, ? ~ 989년)는 10세기 더블린의 노르드게일인 왕이다. 당대 브리튼 제도의 노르드인 지역을 호령한 이바르 왕가의 일원이다.
더블린 왕 올라프 크바란이 980년 타라 전투에서 패배하고, 뒤이어 당시 에린의 지고왕이던 콜만 씨족의 말 세크날 막 돔날이 아예 더블린을 함락시켰다. 올라프는 이오나 섬으로 은둔하여 수도사 생활을 하다 981년경 죽었다. 야른크네와 말 세크날은 모두 전대 지고왕인 북이넬의 돔날 우어 넬의 누이 둔를라흐(Dúnlaith)의 아들이었다. 말 세크날은 이부형제 야른크네를 더블린을 다스리는 봉신으로 임명했다. 말 세크날은 올라프 크바란이 더블린에 잡아 가두고 있던 많은 인질과 포로들을 해방했는데, 그 중에는 라긴 왕 돔날 클렌 막 로르칸도 있었다.
야른크네는 이부형제의 지지를 받아 상당한 편익을 얻었던 것 같으며, 말 세크날은 980년 그를 다른 이부형제들을 제치고 더블린 왕으로 꽂아준 것 외에도 여러 편의를 봐 주었다.이후 야른크네의 먼 친척 베드라표르드의 이바르가 983년 말 세크날과 야른크네의 군대와 싸웠다가 패배했고, 도망가다 죽은 패잔병들 가운데는 이바르의 아들 길라 파트라크(Gilla Pátraic)도 있었다. 말 세크날의 군대는 라긴 일대를 파괴했고, 야른크네의 부대는 글렌덜로흐의 교회를 공격했다.
989년 야른크네는 술에 취해 자다가 자기 노예에게 살해당했다. 두월러터흐 막 이러비시의 《스코틀랜드 편년사》에 따르면 그 노예의 이름은 콜반(Colban)이라고 한다. 벤저민 허드슨은 아일랜드어 연대기들에 나오는 야른크네의 피살과 막 세크날의 신속한 보복을 보면 그의 죽음이 아마 더블린 내부의 파벌싸움의 결과일 것임을 시사한다고 주장한다. 연대기들에 따르면 막 세크날은 더블린을 공격하여 내부 저항을 쓸어버리고 에라크(eraic; 앵글로색슨의 웨르길드에 해당하는 사람 목숨값)를 요구해 받아냈다. 막 세크날은 야른크네의 목숨값 중 3분지 1을 자신의 소유로 하였다. 야른크네의 후임으로 더블린 국왕이 된 것이 야른크네의 이복형제 시그트뤼그 실키스케그와 야른크네의 경쟁자 베드라표르드의 이바르 중 어느 쪽인지는 불확실하다.
지고왕 콩갈라흐 크노그바의 아들과 결혼한 라근힐드(Ragnhildr)는 야른크네의 동부동복 누이다. 야른크네의 아들 길라 키어란(Gilla Ciaráin)은 1014년 클론타르프 전투에서 죽었다. 차남 시트리크(Sitriuc)는 1036년 웨일스에서 삼촌 시그트뤼그 실키스케그의 아들 고프라드(Gofraid)를 죽였다. 야른크네의 아들 시트리크는 맨섬의 왕 고프라드 막 시트리크( ? ~ 1070년)의 아버지인 것으로 생각된다. 고프라드는 핑갈이라는 아들을 낳았고 핑갈은 맨섬을 이어받아 다스리다 1079년 죽었다. 일각에서는 란나우 왕 막크 콩갈도 핑갈의 아들이라고도 한다.

## 참고 자료
- 《Chronicon Scotorum》, CELT: Corpus of Electronic Texts, 2003, 2007년 10월 29일에 확인함
- Downham, Clare (2007), 《Viking Kings of Britain and Ireland: The Dynasty of Ívarr to A.D. 1014》, Edinburgh: Dunedin, ISBN 978-1-903765-89-0
- Hudson, Benjamin (2005), 《Viking Pirates and Christian Princes: Dynasty, Religion and Empire in the North Atlantic》, Oxford: Oxford University Press, ISBN 0-19-516237-4
- Woolf, Alex (2007), 《From Pictland to Alba, 789–1070》, The New Edinburgh History of Scotland, Edinburgh: Edinburgh University Press, ISBN 978-0-7486-1234-5

| 올라프 크바란 | 제15대 더블린 국왕 980년–989년 | 시그트뤼그 실키스케그 또는 베드라표르드의 이바르 |